# Martonvásár
Martonvásár är en mindre stad i Ungern med 5 746 invånare (2020).

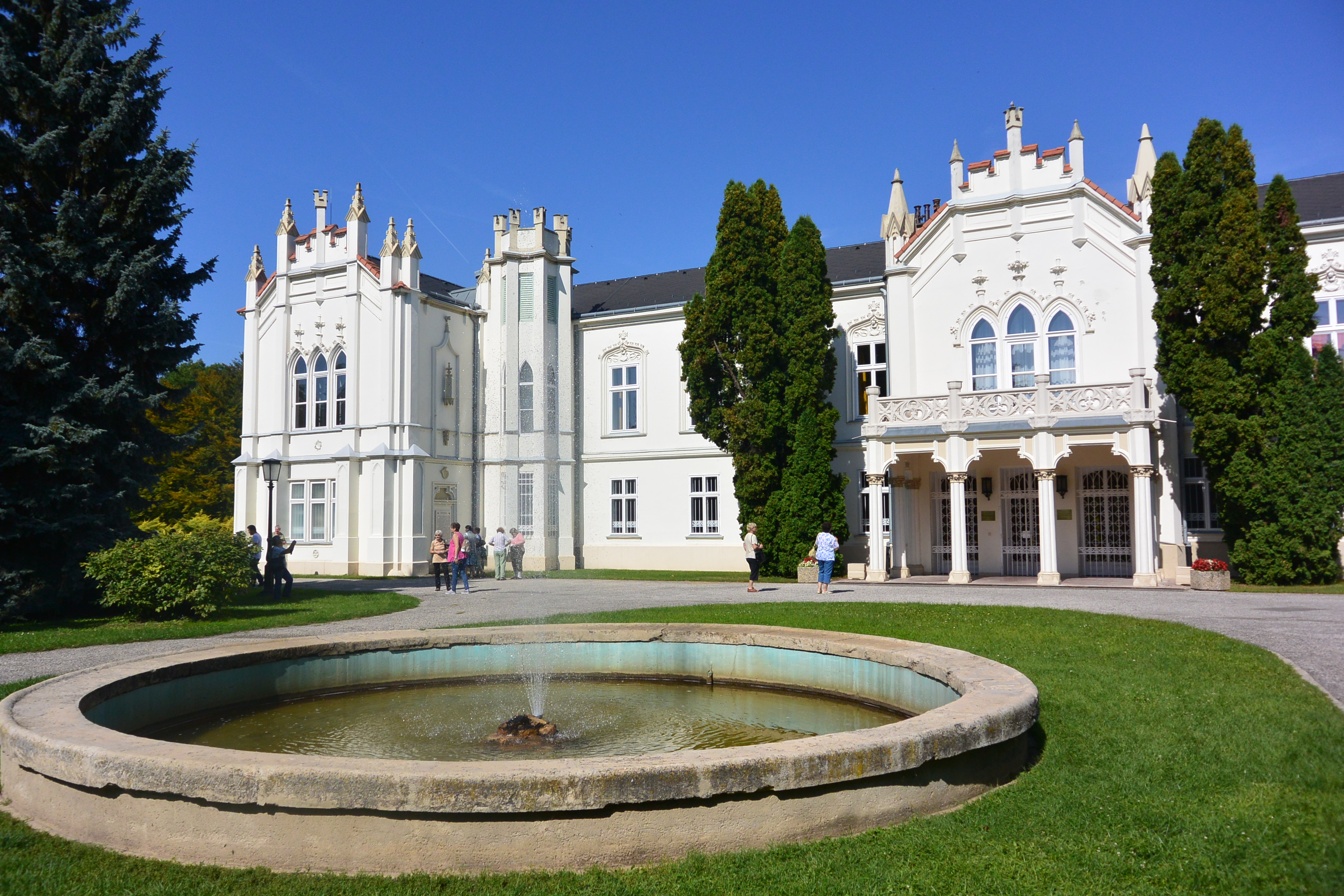
Brunszvik slott.